# Камень Мазарини
«Камень Мазарини» (англ. The Adventure of the Mazarin Stone) — детективный рассказ известного английского писателя Артура Конан Дойла. Был написан и впервые опубликован в 1921 году. Входит в сборник рассказов «Архив Шерлока Холмса». В рассказе действует великий сыщик Шерлок Холмс.

## Сюжет
Во время очередного посещения Холмса Ватсон узнает, что знаменитый сыщик занят расследованием дела о похищении некоего жёлтого бриллианта, «камня Мазарини». Холмс сообщает Ватсону, что он знает имя похитителя. Это граф Негретто Сильвиус, который вместе со своим сообщником Сэмом Мертоном вскоре придёт на Бейкер-стрит. Граф уже начал охоту на Холмса, он заказал бесшумное духовое ружьё, из которого собирается застрелить Холмса, поэтому в качестве ложной цели возле оконной ниши, за занавеской, находится сидящий в кресле муляж Холмса. Холмс предлагает Ватсону немедленно отправиться за полицией, и в это же время в квартиру Холмса входит граф Сильвиус.
Во время разговора Холмс убедительно доказывает виновность графа Сильвиуса и  предлагает ему, в качестве смягчения вины, отдать похищенный «камень Мазарини». Холмс приглашает в дом Сэма Мертона, ожидающего графа на улице, и предлагает сообщникам обсудить его предложение о добровольной выдаче. После этого Холмс поднимается к себе в спальню и начинает играть на скрипке, дав преступникам 5 минут на размышление. Сильвиус и Мертон решают не отдавать камень Холмсу, они собираются обмануть его, сообщив, что камень находится якобы в Ливерпуле, а за то время, пока Холмс будет занят поисками, сбежать с распиленным бриллиантом за границу.
В завершение разговора Мертон просит графа Сильвиуса показать ему «камень Мазарини». Как только граф достаёт из кармана похищенный бриллиант, Холмс, который незаметно занял место своего манекена, хватает драгоценный камень, призывая преступников не оказывать сопротивления, так как полиция уже близко. Сильвиус и Мертон ошеломлены, они не понимают, кто может играть в спальне, раз Холмс находится рядом с ними. Холмс сообщает им, что использовал для этого граммофон.
После того, как ворвавшаяся полиция арестовывает и уводит преступников, в квартиру на Бейкер-стрит входит лорд Кантлмир, который был категорически против участия Холмса в расследовании, считая его недостаточно компетентным сыщиком. Холмс с серьёзным видом предлагает подвергнуть лорда аресту, так как якобы именно он похитил «камень Мазарини». Возмущённый Кантлмир, по требованию Холмса, засовывает руку в правый карман своего пальто и обнаруживает там бриллиант. Холмс разыграл лорда, который, приняв эту шутку, выказывает великому сыщику своё уважение и восхищение.

## Интересные факты
Рассказ, впервые опубликованный в октябре 1921 года в журнале Strand Magazine, представляет собой переработку пьесы о Шерлоке Холмсе «Бриллиант короны», впервые поставленной в мае того же года (есть мнение, что сама пьеса, в свою очередь, была адаптацией более раннего рассказа «Пустой дом», где одним из центральных элементов сюжета также служит восковая фигура Холмса). Рассказ необычен тем, что начинается от третьего лица, то есть рассказчиком является не Ватсон, как обычно, и даже не Холмс. В целом произведение признаётся неудачным, поскольку скрупулёзно передаёт сценическое действие, не внося ничего такого, что не может быть увидено глазами театрального зрителя, и лишён оригинальных идей. Тем не менее рассказ имеет определённое значение как первый опубликованный за четыре года, прошедших с момента выхода «Его прощального поклона».